# Lord chancelier d'Écosse
Le lord chancelier d'Écosse (en anglais Lord Chancellor of Scotland) était un grand officier d'État en Écosse avant l’union avec l’Angleterre de 1707.
Les titulaires de la charge sont connus depuis 1123, mais celle-ci fut assumée par période par une personne de moindre rang avec le titre de gardien du Grand sceau de l'Écosse. À partir du XVe siècle, le Lord chancelier était habituellement un comte ou un évêque. 
Lors de l’union, le lord gardien du Grand sceau d'Angleterre devint le premier lord grand chancelier de Grande-Bretagne, mais le comte de Seafield demeura lord chancelier d'Écosse jusqu’en 1708. Il fut nommé une nouvelle fois en 1713 et siégea comme Extraordinary Lord of Session jusqu’à sa mort en 1730. 

## Liste des lords chanceliers d’Écosse
- 1123–1131 : Herbert
- c.1136–c.1141 : William Comyn
- c.1141 : Jordan
- bef.1144–1147 : Edward, évêque de Aberdeen
- bef.11511161x1162 : Walter de Bidun
- 1161x1162–1164 : Enguerrand, archevêque de Glasgow
- 1165–1171 : Nicholas
- c.1171–1178 : Walter de Bidun, évêque de Dunkeld
- 1178–1187 : Office vacant
- c.1188–1189 : Roger de Beaumont, évêque de Saint Andrews
- 1189–1199 : Hugh de Roxburgh, archevêque de Glasgow
- 1199–1202 : William de Malveisin, archevêque de Glasgow
- 1203–1210 : Florence de Hollande, évêque élu de Glasgow
- 1211–1224 : William del Bois, archidiacre de Lothian
- 1226–1227 : Thomas de Stirling, archidiacre de Glasgow
- 1227–1230 : Matthew the Scot, évêque élu de Dunkeld
- 1231–1247 : William de Bondington, archevêque de Glasgow
- 1249–1251 : Robert de Keldeleth, abbé de Dunfermline
- 1254–1255 : Gamelin, évêque de Saint Andrews
- 1255–1257 : Richard de Inverkeithing, évêque de Dunkeld
- 1259–1273 : William Wishart, archevêque de Glasgow
- 1273–c.1279 : William Fraser, évêque de Saint Andrews
- 1285–1291 : Thomas Charteris, archidiacre de Lothian
- 1291 : Alan de St Edmund, évêque de Caithness
- 1292 : William de Dumfries
- 1292 : Alan de Dumfries
- 1294–1295 : Thomas de Hunsinghore
- 1295–1296 : Alexander Kennedy
- c.1301–c.1305 : Nicholas de Balmyle, évêque de Dunblane
- 1308–1328 : Bernard, abbé d'Arbroath (évêque des Îles par la suite)
- 1328–1329 : Walter de Twynham, recteur de Glasgow Primo
- 1329–1332 : Adam de Moravia, évêque de Brechin
- 1335x1340–1346 : Sir Thomas Charteris
- 1350–1352 : William Caldwell
- 1353–1370 : Patrick de Leuchars, évêque de Brechin
- 1370–1377 : John de Carrick, évêque élu de Dunkeld
- 1377–1390 : John de Peebles, évêque de Dunkeld
- 1394 : Duncan de Petyt, archidiacre de Glasgow
- 1422–1425 : William Lauder, archevêque de Glasgow
- 1426–1439 : John Cameron, archevêque de Glasgow
- 1439–c.1444 : William Crichton, 1er Lord Crichton
- 1444-1447 : James Kennedy
- 1447–1453 : William Crichton, 1er Lord Crichton,
- 1454–1456 : William Sinclair, comte de Orkney and Caithness
- 1457–1460 : George Shoreswood, Bishop of Brechin
- 1460–1482 : Andrew Stewart, 1er Lord Avandale
- 1482–1483 : John Laing, archevêque de Glasgow
- 1483–1488 : Colin Campbell (1er comte d'Argyll)
- 1488 (Feb–Jun) : William Elphinstone, évêque de Aberdeen
- 1488–1492 : Colin Campbell, 1er comte de Argyll
- 1493–1497 : Archibald Douglas, 5e comte de Angus
- 1497–1501 : George Gordon, 2nd comte de Huntly
- 1501–1504 : James Stewart, duc de Ross
- 1510–1513 : Alexander Stewart (d. 1513), évêque de Saint Andrews
- 1513–1526 : James Beaton, archevêque de Glasgow (évêque de Saint Andrews par la suite)
- 1527–1528 : Archibald Douglas (6e comte d'Angus)
- 1528–1543 : Gavin Dunbar, archevêque de Glasgow
- 1543–1546 : David Beaton, évêque de Saint Andrews
- 1546–1562 : George Gordon (4e comte de Huntly)
- 1563–1566 : James Douglas (4e comte de Morton)
- 1566–1567 : George Gordon (5e comte de Huntly)
- 1567–1573 : James Douglas, 4e comte de Morton
- 1573 (Jan–Sep) : Archibald Campbell (5e comte d'Argyll)
- 1573–1578 : John Lyon, 8e Lord Glamis
- 1578–1579 : John Stuart (4e comte d'Atholl)
- 1579–1584 : Colin Campbell (6e comte d'Argyll)
- 1584–1585 : Jacques Stuart (comte d'Arran)
- 1586–1595 : John Maitland (lord de Thirlestane)
- 1599–1604 : John Graham, 3rd comte de Montrose
- 1604–1622 : Alexander Seton, 1er comte de Dunfermline
- 1622–1634 : George Hay, 1er comte de Kinnoull
- 1635–1638 : John Spottiswoode, évêque de Saint Andrews
- 1638–1641 : James Hamilton (1er duc d'Hamilton)
- 1641–1660 : John Campbell, 1er comte de Loudoun
- 1660–1664 : William Cunningham, 9e comte de Glencairn
- 1664–1681 : John Leslie, 1er duc de Rothes
- 1681–1682 : Office vacant
- 1682–1684 : George Gordon (1er comte d'Aberdeen)
- 1684–1689 : James Drummond (4e comte de Perth)
- 1689–1692 : In commission
- 1692–1696 : John Hay (1er marquis de Tweeddale)
- 1696–1702 : Patrick Hume (1er comte de Marchmont)
- 1702–1704 : James Ogilvy (1er comte de Seafield)
- 1704–1705 : John Hay (2e marquis de Tweeddale)
- 1705–1707 : James Ogilvy, 1er comte de Seafield